# Enfermedad de Ollier
La enfermedad de Ollier, también llamada encondromatosis múltiple o encondromatosis, es una enfermedad poco frecuente que se caracteriza por la aparición en los huesos de numerosos tumores benignos llamados encondromas, los encondromas son tumores formadores de cartílago. La enfermedad suele comenzar durante la infancia y progresa hasta que se produce la madurez del esqueleto. Puede ser asintomática, aunque en ocasiones existe dolor y deformidad en los huesos donde se desarrollan los encondromas. Las principales complicaciones son la aparición de fracturas espontáneas o ante pequeños traumatismos y la malignización de los encondromas que pueden pasar a convertirse en tumores malignos o condrosarcomas. El nombre de la afección procede del cirujano francés Louis Léopold Ollier (1830-1900) que realizó la primera descripción del mal en 1898.